# فان وليت (ميسيسيبي)
فان وليت (بالإنجليزية: Van Vleet, Mississippi)‏ هي منطقة سكنية تقع في الولايات المتحدة في Chickasaw County.  يقدر عدد سكانها   وترتفع عن سطح البحر 114.91 متر.